# WTA Tour 2008
WTA Tour 2008 – sezon profesjonalnych kobiecych turniejów tenisowych organizowanych przez Women’s Tennis Association w 2008 roku. WTA Tour 2008 obejmuje turnieje wielkoszlemowe (organizowane przez International Tennis Federation), turnieje kategorii I-IV, Puchar Federacji (organizowane przez ITF), mistrzostwa WTA Tour Championships oraz Letnie Igrzyska Olimpijskie 2008 (organizowane przez ITF).

## Styczeń
| Data        | Turniej                                                        | Zwyciężczynie                        | Wynik         | Finalistki                          | Półfinalistki                      | Ćwierćfinalistki                                                   |
| ----------- | -------------------------------------------------------------- | ------------------------------------ | ------------- | ----------------------------------- | ---------------------------------- | ------------------------------------------------------------------ |
| 31 grudnia  | Mondial Australian Women's Hardcourts Gold Coast kategoria III | Li Na                                | 4:6, 6:3, 6:4 | Wiktoryja Azaranka                  | Patty Schnyder Szachar Pe’er       | Nicole Vaidišová Dinara Safina Amélie Mauresmo Dominika Cibulková  |
| 31 grudnia  | Mondial Australian Women's Hardcourts Gold Coast kategoria III | Dinara Safina Ágnes Szávay           | 6:1, 6:2      | Yan Zi Zheng Jie                    | Patty Schnyder Szachar Pe’er       | Nicole Vaidišová Dinara Safina Amélie Mauresmo Dominika Cibulková  |
| 31 grudnia  | ASB Classic Auckland kategoria IV                              | Lindsay Davenport                    | 6:2, 6:2      | Aravane Rezaï                       | Tamira Paszek Marina Erakovic      | Katarina Srebotnik Wiera Zwonariowa Sara Errani Marija Kirilenko   |
| 31 grudnia  | ASB Classic Auckland kategoria IV                              | Marija Korytcewa Lilia Osterloh      | 6:3, 6:4      | Martina Müller Barbora Záhlavová S. | Tamira Paszek Marina Erakovic      | Katarina Srebotnik Wiera Zwonariowa Sara Errani Marija Kirilenko   |
| 7 stycznia  | Medibank International Sydney kategoria II                     | Justine Henin                        | 4:6, 6:2, 6:4 | Swietłana Kuzniecowa                | Ana Ivanović Nicole Vaidišová      | Kaia Kanepi Francesca Schiavone Jelena Janković Katarina Srebotnik |
| 7 stycznia  | Medibank International Sydney kategoria II                     | Yan Zi Zheng Jie                     | 6:4, 7:6(5)   | Tetiana Perebyjnis Tatiana Puczek   | Ana Ivanović Nicole Vaidišová      | Kaia Kanepi Francesca Schiavone Jelena Janković Katarina Srebotnik |
| 7 stycznia  | Moorilla Hobart International Hobart kategoria IV              | Eleni Daniilidu                      | walkower      | Wiera Zwonariowa                    | Ashley Harkleroad Flavia Pennetta  | Jelena Wiesnina Casey Dellacqua Edina Gallovits Sania Mirza        |
| 7 stycznia  | Moorilla Hobart International Hobart kategoria IV              | Virginia Pascual Anabel Garrigues    | 6:2, 6:4      | Eleni Daniilidu Jasmin Wöhr         | Ashley Harkleroad Flavia Pennetta  | Jelena Wiesnina Casey Dellacqua Edina Gallovits Sania Mirza        |
| 14 stycznia | Australian Open Melbourne Wielki Szlem                         | Marija Szarapowa                     | 7:5, 6:3      | Ana Ivanović                        | Jelena Janković Daniela Hantuchová | Justine Henin Agnieszka Radwańska Venus Williams Serena Williams   |
| 14 stycznia | Australian Open Melbourne Wielki Szlem                         | Alona Bondarenko Kateryna Bondarenko | 2:6, 6:1, 6:4 | Wiktoryja Azaranka Szachar Pe’er    | Jelena Janković Daniela Hantuchová | Justine Henin Agnieszka Radwańska Venus Williams Serena Williams   |

## Luty
| Data      | Turniej                                                   | Zwyciężczynie                              | Wynik            | Finalistki                           | Półfinalistki                        | Ćwierćfinalistki                                                        |
| --------- | --------------------------------------------------------- | ------------------------------------------ | ---------------- | ------------------------------------ | ------------------------------------ | ----------------------------------------------------------------------- |
| 4 lutego  | Open Gaz de France Paryż kategoria II                     | Anna Czakwetadze                           | 6:3, 2:6, 6:2    | Ágnes Szávay                         | Jelena Diemientjewa Marion Bartoli   | Daniela Hantuchová Kateryna Bondarenko Virginie Razzano Amélie Mauresmo |
| 4 lutego  | Open Gaz de France Paryż kategoria II                     | Alona Bondarenko Kateryna Bondarenko       | 6:1, 6:4         | Eva Hrdinová Vladimíra Uhlířová      | Jelena Diemientjewa Marion Bartoli   | Daniela Hantuchová Kateryna Bondarenko Virginie Razzano Amélie Mauresmo |
| 4 lutego  | Pattaya Women's Open Pattaya kategoria IV                 | Agnieszka Radwańska                        | 6:2, 1:6, 7:6(4) | Jill Craybas                         | Jekatierina Byczkowa A. Amanmuradova | Wiesna Manasiewa Andreja Klepač Tamarine Tanasugarn Chan Yung-jan       |
| 4 lutego  | Pattaya Women's Open Pattaya kategoria IV                 | Chan Yung-jan Chuang Chia-jung             | 6:4, 6:3         | Hsieh Su-wei Vania King              | Jekatierina Byczkowa A. Amanmuradova | Wiesna Manasiewa Andreja Klepač Tamarine Tanasugarn Chan Yung-jan       |
| 11 lutego | Proximus Diamond Games Antwerpia kategoria II             | Justine Henin                              | 6:3, 6:3         | Karin Knapp                          | Timea Bacsinszky Li Na               | Patty Schnyder Daniela Hantuchová Sofia Arvidsson Alisa Klejbanowa      |
| 11 lutego | Proximus Diamond Games Antwerpia kategoria II             | Cara Black Liezel Huber                    | 6:1, 6:3         | Květa Peschke Ai Sugiyama            | Timea Bacsinszky Li Na               | Patty Schnyder Daniela Hantuchová Sofia Arvidsson Alisa Klejbanowa      |
| 11 lutego | Cachantun Cup Viña del Mar kategoria II                   | Flavia Pennetta                            | 6:4, 5:4 k       | Klára Zakopalová                     | Marija Korytcewa Pauline Parmentier  | Kaia Kanepi Martina Müller N. Llagostera Vives L. Domínguez Lino        |
| 11 lutego | Cachantun Cup Viña del Mar kategoria II                   | Līga Dekmeijere Alicja Rosolska            | 7:5, 6:3         | Marija Korytcewa Julia Schruff       | Marija Korytcewa Pauline Parmentier  | Kaia Kanepi Martina Müller N. Llagostera Vives L. Domínguez Lino        |
| 18 lutego | Qatar Total Open Doha kategoria I                         | Marija Szarapowa                           | 6:1, 2:6, 6:0    | Wiera Zwonariowa                     | Li Na Agnieszka Radwańska            | Dominika Cibulková Caroline Wozniacki Sybille Bammer Jelena Janković    |
| 18 lutego | Qatar Total Open Doha kategoria I                         | Květa Peschke Rennae Stubbs                | 6:1, 5:7, 10:7   | Cara Black Liezel Huber              | Li Na Agnieszka Radwańska            | Dominika Cibulková Caroline Wozniacki Sybille Bammer Jelena Janković    |
| 18 lutego | Copa Colsanitas Santander Bogota kategoria III            | Nuria Llagostera Vives                     | 6:0, 6:4         | María Emilia Salerni                 | Betina Jozami C. Suárez Navarro      | Martina Müller Sara Errani M. Duque Mariño Catalina Castaño             |
| 18 lutego | Copa Colsanitas Santander Bogota kategoria III            | Iveta Benešová Bethanie Mattek             | 6:3, 6:3         | Jelena Kostanić Tošić Martina Müller | Betina Jozami C. Suárez Navarro      | Martina Müller Sara Errani M. Duque Mariño Catalina Castaño             |
| 25 lutego | Dubai Tennis Championships Dubaj kategoria II             | Jelena Diemientjewa                        | 4:6, 6:3, 6:2    | Swietłana Kuzniecowa                 | Jelena Janković Francesca Schiavone  | Anna Czakwetadze Amélie Mauresmo Justine Henin Ana Ivanović             |
| 25 lutego | Dubai Tennis Championships Dubaj kategoria II             | Cara Black Liezel Huber                    | 7:5, 6:2         | Yan Zi Zheng Jie                     | Jelena Janković Francesca Schiavone  | Anna Czakwetadze Amélie Mauresmo Justine Henin Ana Ivanović             |
| 25 lutego | Abierto Mexicano TELCEL Acapulco kategoria III            | Flavia Pennetta                            | 6:0, 4:6, 6:1    | Alizé Cornet                         | Kaia Kanepi Jill Craybas             | Edina Gallovits Olivia Sanchez Iveta Benešová Marija Korytcewa          |
| 25 lutego | Abierto Mexicano TELCEL Acapulco kategoria III            | N. Llagostera Vives M. J. Martínez Sánchez | 6:2, 6:4         | Iveta Benešová Petra Cetkovská       | Kaia Kanepi Jill Craybas             | Edina Gallovits Olivia Sanchez Iveta Benešová Marija Korytcewa          |
| 25 lutego | Regions Morgan Keegan Championships Memphis kategoria III | Lindsay Davenport                          | 6:2, 6:1         | Wolha Hawarcowa                      | Szachar Pe’er Marina Erakovic        | Ałła Kudriawcewa Caroline Wozniacki Sofia Arvidsson Julia Görges        |
| 25 lutego | Regions Morgan Keegan Championships Memphis kategoria III | Lindsay Davenport Lisa Raymond             | 6:3, 6:1         | Angela Haynes Mashona Washington     | Szachar Pe’er Marina Erakovic        | Ałła Kudriawcewa Caroline Wozniacki Sofia Arvidsson Julia Görges        |

## Marzec
| Data     | Turniej                                    | Zwyciężczynie                  | Wynik          | Finalistki                     | Półfinalistki                    | Ćwierćfinalistki                                                      |
| -------- | ------------------------------------------ | ------------------------------ | -------------- | ------------------------------ | -------------------------------- | --------------------------------------------------------------------- |
| 3 marca  | Bangalore Open Bangalore kategoria II      | Serena Williams                | 7:5, 6:3       | Patty Schnyder                 | Yan Zi Venus Williams            | A. Amanmuradova Anastasija Rodionowa Wiera Zwonariowa Jelena Janković |
| 3 marca  | Bangalore Open Bangalore kategoria II      | Peng Shuai Sun Tiantian        | 6:4, 5:7, 10:8 | Chan Yung-jan Chuang Chia-jung | Yan Zi Venus Williams            | A. Amanmuradova Anastasija Rodionowa Wiera Zwonariowa Jelena Janković |
| 10 marca | Pacific Life Open Indian Wells kategoria I | Ana Ivanović                   | 6:4, 6:3       | S. Kuzniecowa                  | Jelena Janković Marija Szarapowa | A. Radwańska Daniela Hantuchová Wiera Zwonariowa Lindsay Davenport    |
| 10 marca | Pacific Life Open Indian Wells kategoria I | Dinara Safina Jelena Wiesnina  | 6:1, 1:6, 10:8 | Yan Zi Zheng Jie               | Jelena Janković Marija Szarapowa | A. Radwańska Daniela Hantuchová Wiera Zwonariowa Lindsay Davenport    |
| 24 marca | Sony Ericsson Open Miami kategoria I       | Serena Williams                | 6:1, 5:7, 6:3  | Jelena Janković                | S. Kuzniecowa Wiera Zwonariowa   | Justine Henin Venus Williams Jelena Diemientjewa Dinara Safina        |
| 24 marca | Sony Ericsson Open Miami kategoria I       | Katarina Srebotnik Ai Sugiyama | 7:5, 4:6, 10:3 | Cara Black Liezel Huber        | S. Kuzniecowa Wiera Zwonariowa   | Justine Henin Venus Williams Jelena Diemientjewa Dinara Safina        |

## Kwiecień
| Data        | Turniej                                                      | Zwyciężczynie                      | Wynik          | Finalistki                            | Półfinalistki                       | Ćwierćfinalistki                                               |
| ----------- | ------------------------------------------------------------ | ---------------------------------- | -------------- | ------------------------------------- | ----------------------------------- | -------------------------------------------------------------- |
| 7 kwietnia  | Bausch & Lomb Championships Amelia Island kategoria II       | Marija Szarapowa                   | 7:6(7), 6:3    | Dominika Cibulková                    | Lindsay Davenport Alizé Cornet      | Alona Bondarenko Ágnes Szávay Virginie Razzano Amélie Mauresmo |
| 7 kwietnia  | Bausch & Lomb Championships Amelia Island kategoria II       | Bethanie Mattek Vladimíra Uhlířová | 6:3, 6:1       | Wiktoryja Azaranka Jelena Wiesnina    | Lindsay Davenport Alizé Cornet      | Alona Bondarenko Ágnes Szávay Virginie Razzano Amélie Mauresmo |
| 14 kwietnia | Family Circle Cup Charleston kategoria I                     | Serena Williams                    | 6:4, 3:6, 6:3  | Wiera Zwonariowa                      | Alizé Cornet Jelena Diemientjewa    | Jelena Janković Patty Schnyder Ágnes Szávay Marija Szarapowa   |
| 14 kwietnia | Family Circle Cup Charleston kategoria I                     | Katarina Srebotnik Ai Sugiyama     | 6:2, 6:2       | Edina Gallovits Wolha Hawarcowa       | Alizé Cornet Jelena Diemientjewa    | Jelena Janković Patty Schnyder Ágnes Szávay Marija Szarapowa   |
| 14 kwietnia | Estoril Open Estoril kategoria IV                            | Marija Kirilenko                   | 6:4, 6:2       | Iveta Benešová                        | Maret Ani Klára Zakopalová          | Camille Pin Olha Sawczuk Karin Knapp Tathiana Garbin           |
| 14 kwietnia | Estoril Open Estoril kategoria IV                            | Marija Kirilenko Flavia Pennetta   | 6:4, 6:4       | Mervana Jugić-Salkić İpek Şenoğlu     | Maret Ani Klára Zakopalová          | Camille Pin Olha Sawczuk Karin Knapp Tathiana Garbin           |
| 28 kwietnia | Grand Prix de SAR La Princesse Lalla Meryem Fez kategoria IV | Gisela Dulko                       | 7:6(2), 7:6(5) | A. Medina Garrigues                   | Aravane Rezaï Gréta Arn             | Olha Sawczuk Petra Cetkovská Alisa Klejbanowa Sorana Cîrstea   |
| 28 kwietnia | Grand Prix de SAR La Princesse Lalla Meryem Fez kategoria IV | Sorana Cîrstea A. Pawluczenkowa    | 6:2, 6:2       | Alisa Klejbanowa Jekatierina Makarowa | Aravane Rezaï Gréta Arn             | Olha Sawczuk Petra Cetkovská Alisa Klejbanowa Sorana Cîrstea   |
| 28 kwietnia | ECM Prague Open Praga kategoria IV                           | Wiera Zwonariowa                   | 7:6(2), 6:2    | Wiktoryja Azaranka                    | Katarina Srebotnik Klára Zakopalová | Roberta Vinci Iveta Benešová Karolína Plíšková Szachar Pe’er   |
| 28 kwietnia | ECM Prague Open Praga kategoria IV                           | Andrea Hlaváčková Lucie Hradecká   | 1:6, 6:3, 10:6 | Jill Craybas Michaëlla Krajicek       | Katarina Srebotnik Klára Zakopalová | Roberta Vinci Iveta Benešová Karolína Plíšková Szachar Pe’er   |

## Maj
| Data    | Turniej                                             | Zwyciężczynie                        | Wynik             | Finalistki                                 | Półfinalistki                     | Ćwierćfinalistki                                                 |
| ------- | --------------------------------------------------- | ------------------------------------ | ----------------- | ------------------------------------------ | --------------------------------- | ---------------------------------------------------------------- |
| 5 maja  | Qatar Telecom German Open Berlin kategoria I        | Dinara Safina                        | 3:6, 6:2, 6:2     | Jelena Diemientjewa                        | Wiktoryja Azaranka Ana Ivanović   | Serena Williams Alona Bondarenko Jelena Janković Ágnes Szávay    |
| 5 maja  | Qatar Telecom German Open Berlin kategoria I        | Cara Black Liezel Huber              | 3:6, 6:2, 10:2    | N. Llagostera Vives M. J. Martínez Sánchez | Wiktoryja Azaranka Ana Ivanović   | Serena Williams Alona Bondarenko Jelena Janković Ágnes Szávay    |
| 12 maja | Internazionali BNL d'Italia Rzym kategoria I        | Jelena Janković                      | 6:2, 6:2          | Alizé Cornet                               | Marija Szarapowa Anna Czakwetadze | Cwetana Pironkowa Serena Williams Venus Williams Patty Schnyder  |
| 12 maja | Internazionali BNL d'Italia Rzym kategoria I        | Chan Yung-jan Chuang Chia-jung       | 7:6(5), 6:3       | Iveta Benešová Janette Husárová            | Marija Szarapowa Anna Czakwetadze | Cwetana Pironkowa Serena Williams Venus Williams Patty Schnyder  |
| 19 maja | Istanbul Cup Stambuł kategoria III                  | Agnieszka Radwańska                  | 6:3, 6:2          | Jelena Diemientjewa                        | A. Amanmuradova Cwetana Pironkowa | Andreja Klepač Nadieżda Pietrowa Wolha Hawarcowa Jill Craybas    |
| 19 maja | Istanbul Cup Stambuł kategoria III                  | Jill Craybas Wolha Hawarcowa         | 6:1, 6:2          | Marina Erakovic Polona Hercog              | A. Amanmuradova Cwetana Pironkowa | Andreja Klepač Nadieżda Pietrowa Wolha Hawarcowa Jill Craybas    |
| 19 maja | Internationaux de Strasbourg Strasburg kategoria IV | A. Medina Garrigues                  | 4:6, 7:6(4), 6:0  | Katarina Srebotnik                         | Chan Yung-jan Timea Bacsinszky    | Ai Sugiyama Peng Shuai Flavia Pennetta Alona Bondarenko          |
| 19 maja | Internationaux de Strasbourg Strasburg kategoria IV | Tetiana Perebyjnis Yan Zi            | 6:4, 6(3):7, 10:6 | Chan Yung-jan Chuang Chia-jung             | Chan Yung-jan Timea Bacsinszky    | Ai Sugiyama Peng Shuai Flavia Pennetta Alona Bondarenko          |
| 26 maja | French Open Paryż Wielki Szlem                      | Ana Ivanović                         | 6:4, 6:3          | Dinara Safina                              | S. Kuzniecowa Jelena Janković     | Kaia Kanepi C. Suárez-Navarro Patty Schnyder Jelena Diemientjewa |
| 26 maja | French Open Paryż Wielki Szlem                      | A. Medina Garrigues V. Ruano Pascual | 2:6, 7:5, 6:4     | Casey Dellacqua Francesca Schiavone        | S. Kuzniecowa Jelena Janković     | Kaia Kanepi C. Suárez-Navarro Patty Schnyder Jelena Diemientjewa |

## Czerwiec
| Data       | Turniej                                            | Zwyciężczynie                       | Wynik               | Finalistki                                 | Półfinalistki                        | Ćwierćfinalistki                                                      |
| ---------- | -------------------------------------------------- | ----------------------------------- | ------------------- | ------------------------------------------ | ------------------------------------ | --------------------------------------------------------------------- |
| 9 czerwca  | DFS Classic Birmingham kategoria III               | Kateryna Bondarenko                 | 7:6(7), 3:6, 7:6(4) | Yanina Wickmayer                           | Marina Erakovic Bethanie Mattek      | Petra Cetkovská Alona Bondarenko Melanie South Nicole Vaidišová       |
| 9 czerwca  | DFS Classic Birmingham kategoria III               | Cara Black Liezel Huber             | 6:2, 6:1            | Séverine Brémond V. Ruano Pascual          | Marina Erakovic Bethanie Mattek      | Petra Cetkovská Alona Bondarenko Melanie South Nicole Vaidišová       |
| 9 czerwca  | Barcelona KIA Barcelona kategoria IV               | Marija Kirilenko                    | 6:0, 6:2            | M. J. Martínez Sánchez                     | N. Llagostera Vives S. Cohen-Aloro   | Lucie Šafářová Jekatierina Iwanowa Sara Errani Edina Gallovits        |
| 9 czerwca  | Barcelona KIA Barcelona kategoria IV               | L. Domínguez Lino A. Parra Santonja | 4:6, 7:5, 10:4      | N. Llagostera Vives M. J. Martínez Sánchez | N. Llagostera Vives S. Cohen-Aloro   | Lucie Šafářová Jekatierina Iwanowa Sara Errani Edina Gallovits        |
| 16 czerwca | International Women's Open Eastbourne kategoria II | Agnieszka Radwańska                 | 6:4, 6:7(11), 6:4   | Nadieżda Pietrowa                          | Samantha Stosur Marion Bartoli       | Caroline Wozniacki Jekatierina Makarowa Gisela Dulko Alisa Klejbanowa |
| 16 czerwca | International Women's Open Eastbourne kategoria II | Cara Black Liezel Huber             | 2:6, 6:0, 10:8      | Květa Peschke Rennae Stubbs                | Samantha Stosur Marion Bartoli       | Caroline Wozniacki Jekatierina Makarowa Gisela Dulko Alisa Klejbanowa |
| 16 czerwca | Ordina Open ’s-Hertogenbosch kategoria III         | Tamarine Tanasugarn                 | 7:5, 6:2            | Dinara Safina                              | Jelena Diemientjewa Alona Bondarenko | Sorana Cîrstea Katarina Srebotnik Michaëlla Krajicek Anna Czakwetadze |
| 16 czerwca | Ordina Open ’s-Hertogenbosch kategoria III         | Marina Erakovic Michaëlla Krajicek  | 6:3, 6:2            | Līga Dekmeijere Angelique Kerber           | Jelena Diemientjewa Alona Bondarenko | Sorana Cîrstea Katarina Srebotnik Michaëlla Krajicek Anna Czakwetadze |
| 23 czerwca | Wimbledon 2008 Londyn Wielki Szlem                 | Venus Williams                      | 7:5, 6:4            | Serena Williams                            | Zheng Jie Jelena Diemientjewa        | Nicole Vaidišová A. Radwańska Nadieżda Pietrowa T. Tanasugarn         |
| 23 czerwca | Wimbledon 2008 Londyn Wielki Szlem                 | Serena Williams Venus Williams      | 6:2, 6:2            | Lisa Raymond Samantha Stosur               | Zheng Jie Jelena Diemientjewa        | Nicole Vaidišová A. Radwańska Nadieżda Pietrowa T. Tanasugarn         |

## Lipiec
| Data     | Turniej                                                            | Zwyciężczynie                           | Wynik             | Finalistki                           | Półfinalistki                       | Ćwierćfinalistki                                                       |
| -------- | ------------------------------------------------------------------ | --------------------------------------- | ----------------- | ------------------------------------ | ----------------------------------- | ---------------------------------------------------------------------- |
| 7 lipca  | Gaz de France Budapest Grand Prix Budapeszt kategoria III          | Alizé Cornet                            | 7:6(5), 6:3       | Andreja Klepač                       | Karolina Šprem Gréta Arn            | Petra Kvitová Katalin Marosi Klára Zakopalová Anna-Lena Grönefeld      |
| 7 lipca  | Gaz de France Budapest Grand Prix Budapeszt kategoria III          | Alizé Cornet Janette Husárová           | 6:7(5), 6:1, 10:6 | Vanessa Henke Raluca Olaru           | Karolina Šprem Gréta Arn            | Petra Kvitová Katalin Marosi Klára Zakopalová Anna-Lena Grönefeld      |
| 7 lipca  | Internazionali Femminili di Tennis di Palermo Palermo kategoria IV | Sara Errani                             | 6:2, 6:3          | Marija Korytcewa                     | Flavia Pennetta A. Medina Garrigues | Carla Suárez Navarro A. Pawluczenkowa M. Czachnaszwili Tathiana Garbin |
| 7 lipca  | Internazionali Femminili di Tennis di Palermo Palermo kategoria IV | Sara Errani N. Llagostera Vives         | 2:6, 7:6(1), 10:4 | Ałła Kudriawcewa A. Pawluczenkowa    | Flavia Pennetta A. Medina Garrigues | Carla Suárez Navarro A. Pawluczenkowa M. Czachnaszwili Tathiana Garbin |
| 14 lipca | Bank of the West Classic Stanford kategoria II                     | Aleksandra Wozniak                      | 7:5, 6:3          | Marion Bartoli                       | Serena Williams Ai Sugiyama         | Patty Schnyder Samantha Stosur Dominika Cibulková Anna Czakwetadze     |
| 14 lipca | Bank of the West Classic Stanford kategoria II                     | Cara Black Liezel Huber                 | 6:4, 6:3          | Jelena Wiesnina Wiera Zwonariowa     | Serena Williams Ai Sugiyama         | Patty Schnyder Samantha Stosur Dominika Cibulková Anna Czakwetadze     |
| 14 lipca | Gastein Ladies Badgastein kategoria III                            | Pauline Parmentier                      | 6:4, 6:4          | Lucie Hradecká                       | Ágnes Szávay Marija Korytcewa       | Iveta Benešová Yvonne Meusburger Tereza Hladíková Patricia Mayr        |
| 14 lipca | Gastein Ladies Badgastein kategoria III                            | Andrea Hlaváčková Lucie Hradecká        | 6:3, 6:3          | Sesił Karatanczewa Nataša Zorić      | Ágnes Szávay Marija Korytcewa       | Iveta Benešová Yvonne Meusburger Tereza Hladíková Patricia Mayr        |
| 21 lipca | East West Bank Classic Los Angeles kategoria II                    | Dinara Safina                           | 6:4, 6:2          | Flavia Pennetta                      | Jelena Janković Bethanie Mattek     | Nadieżda Pietrowa Wiktoryja Azaranka Sybille Bammer Yuan Meng          |
| 21 lipca | East West Bank Classic Los Angeles kategoria II                    | Chan Yung-jan Chuang Chia-jung          | 2:6, 7:5, 10:4    | Eva Hrdinová Vladimíra Uhlířová      | Jelena Janković Bethanie Mattek     | Nadieżda Pietrowa Wiktoryja Azaranka Sybille Bammer Yuan Meng          |
| 21 lipca | Banka Koper Slovenia Open Portorož kategoria IV                    | Sara Errani                             | 6:3, 6:3          | Anabel M. Garrigues                  | Caroline Wozniacki Julia Görges     | Marija Kirilenko Wiera Duszewina Jelena Bowina Petra Martić            |
| 21 lipca | Banka Koper Slovenia Open Portorož kategoria IV                    | Anabel M. Garrigues Virginia R. Pascual | 6:4, 6:1          | Wiera Duszewina Jekatierina Makarowa | Caroline Wozniacki Julia Görges     | Marija Kirilenko Wiera Duszewina Jelena Bowina Petra Martić            |
| 28 lipca | Rogers Cup Montreal kategoria I                                    | Dinara Safina                           | 6:2, 6:1          | Dominika Cibulková                   | Wiktoryja Azaranka Marion Bartoli   | Tamira Paszek S. Kuzniecowa Ai Sugiyama Jelena Janković                |
| 28 lipca | Rogers Cup Montreal kategoria I                                    | Cara Black Liezel Huber                 | 6:1, 6:1          | Marija Kirilenko Flavia Pennetta     | Wiktoryja Azaranka Marion Bartoli   | Tamira Paszek S. Kuzniecowa Ai Sugiyama Jelena Janković                |
| 28 lipca | Nordea Nordic Light Open Sztokholm kategoria IV                    | Caroline Wozniacki                      | 6:0, 6:2          | Wiera Duszewina                      | A. Radwańska Katarina Srebotnik     | Camille Pin A. M. Garrigues V. R. Pascual Iveta Benešová               |
| 28 lipca | Nordea Nordic Light Open Sztokholm kategoria IV                    | Iveta Benešová B. Záhlavová-Strýcová    | 7:5, 6:4          | Petra Cetkovská Lucie Šafářová       | A. Radwańska Katarina Srebotnik     | Camille Pin A. M. Garrigues V. R. Pascual Iveta Benešová               |

## Sierpień
| Data        | Turniej                                                                  | Zwyciężczynie                      | Wynik          | Finalistki                      | Półfinalistki                     | Ćwierćfinalistki                                                  |
| ----------- | ------------------------------------------------------------------------ | ---------------------------------- | -------------- | ------------------------------- | --------------------------------- | ----------------------------------------------------------------- |
| 11 sierpnia | Western & Southern Financial Group Women's Open Cincinnati kategoria III | Nadieżda Pietrowa                  | 6:2, 6:1       | Nathalie Dechy                  | Amélie Mauresmo Marija Kirilenko  | Vania King Aleksandra Wozniak Sabine Lisicki Lilia Osterloh       |
| 11 sierpnia | Western & Southern Financial Group Women's Open Cincinnati kategoria III | Marija Kirilenko Nadieżda Pietrowa | 6:3, 4:6, 10:8 | Hsieh Su-wei J. Szwiedowa       | Amélie Mauresmo Marija Kirilenko  | Vania King Aleksandra Wozniak Sabine Lisicki Lilia Osterloh       |
| 17 sierpnia | Pilot Pen Tennis New Haven kategoria II                                  | Caroline Wozniacki                 | 3:6, 6:4, 6:1  | Anna Czakwetadze                | Amélie Mauresmo Alizé Cornet      | Sorana Cîrstea Ágnes Szávay Marion Bartoli Daniela Hantuchová     |
| 17 sierpnia | Pilot Pen Tennis New Haven kategoria II                                  | Květa Peschke Lisa Raymond         | 4:6, 7:5, 10:7 | Sorana Cîrstea Monica Niculescu | Amélie Mauresmo Alizé Cornet      | Sorana Cîrstea Ágnes Szávay Marion Bartoli Daniela Hantuchová     |
| 19 sierpnia | Forest Hills Classic Forest Hills kategoria IV                           | Lucie Šafářová                     | 6:4, 6:2       | Peng Shuai                      | C. Suárez Navarro Iveta Benešová  | Jamea Jackson Jekatierina Makarowa Martina Müller Wiera Duszewina |
| 19 sierpnia | Forest Hills Classic Forest Hills kategoria IV                           | debla nie rozegrano                |                |                                 | C. Suárez Navarro Iveta Benešová  | Jamea Jackson Jekatierina Makarowa Martina Müller Wiera Duszewina |
| 25 sierpnia | US Open Nowy Jork Wielki Szlem                                           | Serena Williams                    | 6:4, 7:5       | Jelena Janković                 | Dinara Safina Jelena Diemientjewa | Flavia Pennetta Venus Williams Patty Schnyder Sybille Bammer      |
| 25 sierpnia | US Open Nowy Jork Wielki Szlem                                           | Cara Black Liezel Huber            | 6:3, 7:6       | Lisa Raymond Samantha Stosur    | Dinara Safina Jelena Diemientjewa | Flavia Pennetta Venus Williams Patty Schnyder Sybille Bammer      |

## Wrzesień
| Data        | Turniej                                                      | Zwyciężczynie                      | Wynik                | Finalistki                       | Półfinalistki                        | Ćwierćfinalistki                                                       |
| ----------- | ------------------------------------------------------------ | ---------------------------------- | -------------------- | -------------------------------- | ------------------------------------ | ---------------------------------------------------------------------- |
| 8 września  | Commonwealth Bank Tennis Classic Bali Kategoria III          | Patty Schnyder                     | 6:3, 6:0             | Tamira Paszek                    | Daniela Hantuchová Nadieżda Pietrowa | Chan Yung-jan F. Schiavone M. Domachowska Flavia Pennetta              |
| 8 września  | Commonwealth Bank Tennis Classic Bali Kategoria III          | Hsieh Su-wei Peng Shuai            | 6:7(4), 7:6(3), 10:7 | M. Domachowska Nadieżda Pietrowa | Daniela Hantuchová Nadieżda Pietrowa | Chan Yung-jan F. Schiavone M. Domachowska Flavia Pennetta              |
| 15 września | Toray Pan Pacific Open Tokio Kategoria I                     | Dinara Safina                      | 6:1, 6:3             | S. Kuzniecowa                    | Katarina Srebotnik Nadieżda Pietrowa | Jelena Janković Jelena Diemientjewa Kaia Kanepi A. Radwańska           |
| 15 września | Toray Pan Pacific Open Tokio Kategoria I                     | Vania King Nadieżda Pietrowa       | 6:1, 6:4             | Lisa Raymond Samantha Stosur     | Katarina Srebotnik Nadieżda Pietrowa | Jelena Janković Jelena Diemientjewa Kaia Kanepi A. Radwańska           |
| 15 września | Guangzhou International Women's Open Guangzhou Kategoria III | Wiera Zwonariowa                   | 6:7(4), 6:0, 6:2     | Peng Shuai                       | Zheng Jie Camille Pin                | Karin Knapp Tamira Paszek Jill Craybas Arantxa Rus                     |
| 15 września | Guangzhou International Women's Open Guangzhou Kategoria III | Marija Korytcewa Tatiana Puczek    | 6:3, 4:6, 10:8       | Sun Tiantian Yan Zi              | Zheng Jie Camille Pin                | Karin Knapp Tamira Paszek Jill Craybas Arantxa Rus                     |
| 22 września | China Open Pekin Kategoria II                                | Jelena Janković                    | 6:3, 6:2             | S. Kuzniecowa                    | Wiera Zwonariowa Zheng Jie           | Daniela Hantuchová A. M. Garrigues Dominika Cibulková Ana Ivanović     |
| 22 września | China Open Pekin Kategoria II                                | A. M. Garrigues Caroline Wozniacki | 6:1, 6:3             | Han Xinyun Xu Yifan              | Wiera Zwonariowa Zheng Jie           | Daniela Hantuchová A. M. Garrigues Dominika Cibulková Ana Ivanović     |
| 22 września | Hansol Korea Open Tennis Championships Seul Kategoria IV     | Marija Kirilenko                   | 2:6, 6:1, 6:4        | Samantha Stosur                  | Jill Craybas Kaia Kanepi             | Pauline Parmentier Yanina Wickmayer Jekatierina Makarowa Szachar Pe’er |
| 22 września | Hansol Korea Open Tennis Championships Seul Kategoria IV     | Chuang Chia-jung Hsieh Su-wei      | 6:3, 6:0             | Wiera Duszewina Marija Kirilenko | Jill Craybas Kaia Kanepi             | Pauline Parmentier Yanina Wickmayer Jekatierina Makarowa Szachar Pe’er |
| 29 września | Porsche Tennis Grand Prix Stuttgart Kategoria II             | Jelena Janković                    | 6:4, 6:3             | Nadieżda Pietrowa                | Wiktoryja Azaranka Venus Williams    | Jelena Diemientjewa Li Na Dinara Safina Wiera Zwonariowa               |
| 29 września | Porsche Tennis Grand Prix Stuttgart Kategoria II             | A. Grönefeld Patty Schnyder        | 6:2, 6:4             | Květa Peschke Rennae Stubbs      | Wiktoryja Azaranka Venus Williams    | Jelena Diemientjewa Li Na Dinara Safina Wiera Zwonariowa               |
| 29 września | AIG Japan Open Tennis Championships Tokio Kategoria III      | Caroline Wozniacki                 | 6:2, 3:6, 6:1        | Kaia Kanepi                      | Aleksandra Wozniak Jarmila Gajdošová | Tamarine Tanasugarn Klára Zakopalová A. Pawluczenkowa Samantha Stosur  |
| 29 września | AIG Japan Open Tennis Championships Tokio Kategoria III      | Jill Craybas Marina Erakovic       | 4:6, 7:5, 10:6       | Ayumi Morita Aiko Nakamura       | Aleksandra Wozniak Jarmila Gajdošová | Tamarine Tanasugarn Klára Zakopalová A. Pawluczenkowa Samantha Stosur  |
| 29 września | Tashkent Open Taszkent Kategoria IV                          | Sorana Cîrstea                     | 2:6, 6:4, 7:6        | Sabine Lisicki                   | M. Rybáriková Peng Shuai             | Monica Niculescu Urszula Radwańska Michelle L. de Brito Iona R. Olaru  |
| 29 września | Tashkent Open Taszkent Kategoria IV                          | Ioana Olaru Olha Sawczuk           | 5:7, 7:5, 7:6        | N. Bratczikowa Kathrin Wöhrle    | M. Rybáriková Peng Shuai             | Monica Niculescu Urszula Radwańska Michelle L. de Brito Iona R. Olaru  |

## Październik
| Data            | Turniej                                                  | Zwyciężczynie                        | Wynik          | Finalistki                       | Półfinalistki                     | Ćwierćfinalistki                                                   |
| --------------- | -------------------------------------------------------- | ------------------------------------ | -------------- | -------------------------------- | --------------------------------- | ------------------------------------------------------------------ |
| 6 października  | Kremlin Cup Moskwa Kategoria I                           | Jelena Janković                      | 6:2, 6:4       | Wiera Zwonariowa                 | Jelena Diemientjewa Dinara Safina | Nadieżda Pietrowa Dominika Cibulková Flavia Pennetta S. Kuzniecowa |
| 6 października  | Kremlin Cup Moskwa Kategoria I                           | Nadieżda Pietrowa Katarina Srebotnik | 6:4, 6:4       | Cara Black Liezel Huber          | Jelena Diemientjewa Dinara Safina | Nadieżda Pietrowa Dominika Cibulková Flavia Pennetta S. Kuzniecowa |
| 13 października | Zurich Open Zurych Kategoria II                          | Venus Williams                       | 7:6, 6:2       | Flavia Pennetta                  | A. M. Garrigues Ana Ivanović      | Katarina Srebotnik Wiktoryja Azaranka F. Schiavone Petra Kvitová   |
| 13 października | Zurich Open Zurych Kategoria II                          | Cara Black Liezel Huber              | 6:1, 7:6       | A. Grönefeld Patty Schnyder      | A. M. Garrigues Ana Ivanović      | Katarina Srebotnik Wiktoryja Azaranka F. Schiavone Petra Kvitová   |
| 20 października | Generali Ladies Linz Linz Kategoria II                   | Ana Ivanović                         | 6:2, 6:1       | Wiera Zwonariowa                 | Marion Bartoli A. Radwańska       | Nadieżda Pietrowa Alizé Cornet Flavia Pennetta Alona Bondarenko    |
| 20 października | Generali Ladies Linz Linz Kategoria II                   | Katarina Srebotnik Ai Sugiyama       | 6:4, 7:5       | Cara Black Liezel Huber          | Marion Bartoli A. Radwańska       | Nadieżda Pietrowa Alizé Cornet Flavia Pennetta Alona Bondarenko    |
| 20 października | FORTIS Championships Luxembourg Luksemburg Kategoria III | J. Diemientjewa                      | 2:6, 6:4, 7:6  | Caroline Wozniacki               | Sorana Cîrstea Li Na              | Iveta Benešová Daniela Hantuchová A. M. Garrigues Amélie Mauresmo  |
| 20 października | FORTIS Championships Luxembourg Luksemburg Kategoria III | Sorana Cîrstea Marina Erakovic       | 2:6, 6:3, 10:8 | Wiera Duszewina Marija Korytcewa | Sorana Cîrstea Li Na              | Iveta Benešová Daniela Hantuchová A. M. Garrigues Amélie Mauresmo  |
| 27 października | Bell Challenge Québec Kategoria III                      | Nadieżda Pietrowa                    | 4:6, 6:4, 6:1  | Bethanie Mattek                  | Aleksandra Wozniak Angela Haynes  | Melinda Czink Melanie Oudin Nathalie Dechy Galina Woskobojewa      |
| 27 października | Bell Challenge Québec Kategoria III                      | A. Grönefeld Vania King              | 7:6, 6:4       | Jill Craybas T. Tanasugarn       | Aleksandra Wozniak Angela Haynes  | Melinda Czink Melanie Oudin Nathalie Dechy Galina Woskobojewa      |

## Listopad
| Data        | Turniej                                                | Zwyciężczynie           | Wynik         | Finalistki                  | Półfinalistki                       | Ćwierćfinalistki                                                                        |
| ----------- | ------------------------------------------------------ | ----------------------- | ------------- | --------------------------- | ----------------------------------- | --------------------------------------------------------------------------------------- |
| 3 listopada | Sony Ericsson Championships 2008 Doha Turniej Mistrzów | Venus Williams          | 6:7, 6:0, 6:2 | Wiera Zwonariowa            | Jelena Diemientjewa Jelena Janković | S. Kuzniecowa Ana Ivanović A. Radwańska Dinara Safina Nadieżda Pietrowa Serena Williams |
| 3 listopada | Sony Ericsson Championships 2008 Doha Turniej Mistrzów | Cara Black Liezel Huber | 6:1, 7:5      | Květa Peschke Rennae Stubbs | Jelena Diemientjewa Jelena Janković | S. Kuzniecowa Ana Ivanović A. Radwańska Dinara Safina Nadieżda Pietrowa Serena Williams |

## Wygrane turnieje (wraz z Wielkim Szlemem)
Stan na koniec sezonu

### gra pojedyncza – klasyfikacja tenisistek
| Lp | Wygrane | Tenisistka              | Państwo           |
| 1  | 4       | Serena Williams         | Stany Zjednoczone |
|    | 4       | Dinara Safina           | Rosja             |
|    | 4       | Jelena Janković         | Serbia            |
| 2  | 3       | Marija Szarapowa        | Rosja             |
|    | 3       | Agnieszka Radwańska     | Polska            |
|    | 3       | Marija Kirilenko        | Rosja             |
|    | 3       | Caroline Wozniacki      | Dania             |
|    | 3       | Ana Ivanović            | Serbia            |
|    | 3       | Venus Williams          | Stany Zjednoczone |
| 3  | 2       | Justine Henin           | Belgia            |
|    | 2       | Lindsay Davenport       | Stany Zjednoczone |
|    | 2       | Flavia Pennetta         | Włochy            |
|    | 2       | Sara Errani             | Włochy            |
|    | 2       | Wiera Zwonariowa        | Rosja             |
|    | 2       | Jelena Diemientjewa     | Rosja             |
|    | 2       | Nadieżda Pietrowa       | Rosja             |
| 4  | 1       | Li Na                   | Chiny             |
|    | 1       | Eleni Daniilidu         | Grecja            |
|    | 1       | Anna Czakwetadze        | Rosja             |
|    | 1       | Nuria Llagostera Vives  | Hiszpania         |
|    | 1       | Gisela Dulko            | Argentyna         |
|    | 1       | Anabel Medina Garrigues | Hiszpania         |
|    | 1       | Kateryna Bondarenko     | Ukraina           |
|    | 1       | Tamarine Tanasugarn     | Tajlandia         |
|    | 1       | Alizé Cornet            | Francja           |
|    | 1       | Aleksandra Wozniak      | Kanada            |
|    | 1       | Pauline Parmentier      | Francja           |
|    | 1       | Lucie Šafářová          | Czechy            |
|    | 1       | Patty Schnyder          | Szwajcaria        |
|    | 1       | Sorana Cîrstea          | Rumunia           |

### gra pojedyncza – klasyfikacja państw
| Lp | Państwo           | Turnieje |
| 1  | Rosja             | 17       |
| 2  | Stany Zjednoczone | 9        |
| 3  | Serbia            | 7        |
| 4  | Włochy            | 4        |
| 5  | Polska            | 3        |
|    | Dania             | 3        |
| 6  | Belgia            | 2        |
|    | Hiszpania         | 2        |
|    | Francja           | 2        |
| 7  | Chiny             | 1        |
|    | Grecja            | 1        |
|    | Argentyna         | 1        |
|    | Ukraina           | 1        |
|    | Tajlandia         | 1        |
|    | Kanada            | 1        |
|    | Czechy            | 1        |
|    | Szwajcaria        | 1        |
|    | Rumunia           | 1        |

### gra podwójna – klasyfikacja tenisistek
| Lp | Wygrane | Tenisistka                  | Państwo           |
| 1  | 10      | Cara Black                  | Zimbabwe          |
|    | 10      | Liezel Huber                | Stany Zjednoczone |
| 2  | 4       | Chuang Chia-jung            | Chińskie Tajpej   |
|    | 4       | Anabel Medina Garrigues     | Hiszpania         |
|    | 4       | Katarina Srebotnik          | Słowenia          |
| 3  | 3       | Chan Yung-jan               | Chińskie Tajpej   |
|    | 3       | Nuria Llagostera Vives      | Hiszpania         |
|    | 3       | Nadieżda Pietrowa           | Rosja             |
|    | 3       | Ai Sugiyama                 | Japonia           |
|    | 3       | Marina Erakovic             | Nowa Zelandia     |
| 4  | 2       | Alona Bondarenko            | Ukraina           |
|    | 2       | Kateryna Bondarenko         | Ukraina           |
|    | 2       | Dinara Safina               | Rosja             |
|    | 2       | Bethanie Mattek             | Stany Zjednoczone |
|    | 2       | Yan Zi                      | Chiny             |
|    | 2       | Virginia Ruano Pascual      | Hiszpania         |
|    | 2       | Andrea Hlaváčková           | Czechy            |
|    | 2       | Lucie Hradecká              | Czechy            |
|    | 2       | Iveta Benešová              | Czechy            |
|    | 2       | Marija Kirilenko            | Rosja             |
|    | 2       | Květa Peschke               | Czechy            |
|    | 2       | Lisa Raymond                | Stany Zjednoczone |
|    | 2       | Peng Shuai                  | Chiny             |
|    | 2       | Marija Korytcewa            | Ukraina           |
|    | 2       | Hsieh Su-wei                | Chińskie Tajpej   |
|    | 2       | Jill Craybas                | Stany Zjednoczone |
|    | 2       | Sorana Cîrstea              | Rumunia           |
|    | 2       | Anna-Lena Grönefeld         | Niemcy            |
|    | 2       | Vania King                  | Stany Zjednoczone |
| 5  | 1       | Lilia Osterloh              | Stany Zjednoczone |
|    | 1       | Ágnes Szávay                | Węgry             |
|    | 1       | Zheng Jie                   | Chiny             |
|    | 1       | Līga Dekmeijere             | Łotwa             |
|    | 1       | Alicja Rosolska             | Polska            |
|    | 1       | Rennae Stubbs               | Australia         |
|    | 1       | María José Martínez Sánchez | Hiszpania         |
|    | 1       | Lindsay Davenport           | Stany Zjednoczone |
|    | 1       | Sun Tiantian                | Chiny             |
|    | 1       | Jelena Wiesnina             | Rosja             |
|    | 1       | Vladimíra Uhlířová          | Czechy            |
|    | 1       | Flavia Pennetta             | Włochy            |
|    | 1       | Anastasija Pawluczenkowa    | Rosja             |
|    | 1       | Wolha Hawarcowa             | Białoruś          |
|    | 1       | Tetiana Perebyjnis          | Ukraina           |
|    | 1       | Lourdes Domínguez Lino      | Hiszpania         |
|    | 1       | Arantxa Parra Santonja      | Hiszpania         |
|    | 1       | Michaëlla Krajicek          | Holandia          |
|    | 1       | Venus Williams              | Stany Zjednoczone |
|    | 1       | Serena Williams             | Stany Zjednoczone |
|    | 1       | Sara Errani                 | Włochy            |
|    | 1       | Alizé Cornet                | Francja           |
|    | 1       | Janette Husárová            | Słowacja          |
|    | 1       | Barbora Záhlavová-Strýcová  | Czechy            |
|    | 1       | Tatiana Puczek              | Białoruś          |
|    | 1       | Caroline Wozniacki          | Dania             |
|    | 1       | Patty Schnyder              | Szwajcaria        |
|    | 1       | Ioana Olaru                 | Rumunia           |
|    | 1       | Olha Sawczuk                | Ukraina           |

### gra podwójna – klasyfikacja państw
| Lp | Państwo           | Turnieje |
| 1  | Stany Zjednoczone | 22       |
| 2  | Hiszpania         | 12       |
| 3  | Czechy            | 10       |
|    | Zimbabwe          | 10       |
| 4  | Chińskie Tajpej   | 9        |
|    | Rosja             | 9        |
| 5  | Ukraina           | 8        |
| 6  | Chiny             | 6        |
| 7  | Słowenia          | 4        |
| 8  | Japonia           | 3        |
|    | Nowa Zelandia     | 3        |
|    | Rumunia           | 3        |
| 9  | Włochy            | 2        |
|    | Białoruś          | 2        |
|    | Niemcy            | 2        |
| 10 | Węgry             | 1        |
|    | Łotwa             | 1        |
|    | Polska            | 1        |
|    | Australia         | 1        |
|    | Holandia          | 1        |
|    | Francja           | 1        |
|    | Słowacja          | 1        |
|    | Dania             | 1        |
|    | Szwajcaria        | 1        |

### ogólna klasyfikacja tenisistek
| Lp | Tenisistka                  | Singel | Debel | Mikst | Suma |
| 1  | Cara Black                  | -      | 10    | 1     | 11   |
| 2  | Liezel Huber                | -      | 10    | -     | 10   |
| 3  | Dinara Safina               | 4      | 2     | -     | 6    |
| 4  | Serena Williams             | 4      | 1     | -     | 5    |
|    | Marija Kirilenko            | 3      | 2     | -     | 5    |
|    | Anabel Medina Garrigues     | 1      | 4     | -     | 5    |
|    | Nadieżda Pietrowa           | 2      | 3     | -     | 5    |
| 5  | Chuang Chia-jung            | -      | 4     | -     | 4    |
|    | Caroline Wozniacki          | 3      | 1     | -     | 4    |
|    | Jelena Janković             | 4      | -     | -     | 4    |
|    | Katarina Srebotnik          | -      | 4     | -     | 4    |
| 6  | Lindsay Davenport           | 2      | 1     | -     | 3    |
|    | Marija Szarapowa            | 3      | -     | -     | 3    |
|    | Flavia Pennetta             | 2      | 1     | -     | 3    |
|    | Kateryna Bondarenko         | 1      | 2     | -     | 3    |
|    | Agnieszka Radwańska         | 3      | -     | -     | 3    |
|    | Nuria Llagostera Vives      | 1      | 2     | -     | 3    |
|    | Chan Yung-jan               | -      | 3     | -     | 3    |
|    | Virginia Ruano Pascual      | -      | 3     | -     | 3    |
|    | Sara Errani                 | 2      | 1     | -     | 3    |
|    | Ai Sugiyama                 | -      | 3     | -     | 3    |
|    | Ana Ivanović                | 3      | -     | -     | 3    |
|    | Marina Erakovic             | -      | 3     | -     | 3    |
|    | Sorana Cîrstea              | 1      | 2     | -     | 3    |
|    | Venus Williams              | 3      | -     | -     | 3    |
| 7  | Justine Henin               | 2      | -     | -     | 2    |
|    | Alona Bondarenko            | -      | 2     | -     | 2    |
|    | Sun Tiantian                | -      | 1     | 1     | 2    |
|    | Bethanie Mattek             | -      | 2     | -     | 2    |
|    | Yan Zi                      | -      | 2     | -     | 2    |
|    | Alizé Cornet                | 1      | 1     | -     | 2    |
|    | Andrea Hlaváčková           | -      | 2     | -     | 2    |
|    | Lucie Hradecká              | -      | 2     | -     | 2    |
|    | Iveta Benešová              | -      | 2     | -     | 2    |
|    | Květa Peschke               | -      | 2     | -     | 2    |
|    | Lisa Raymond                | -      | 2     | -     | 2    |
|    | Peng Shuai                  | -      | 2     | -     | 2    |
|    | Marija Korytcewa            | -      | 2     | -     | 2    |
|    | Wiera Zwonariowa            | 2      | -     | -     | 2    |
|    | Hsieh Su-wei                | -      | 2     | -     | 2    |
|    | Jill Craybas                | -      | 2     | -     | 2    |
|    | Jelena Diemientjewa         | 2      | -     | -     | 2    |
|    | Vania King                  | -      | 2     | -     | 2    |
|    | Anna-Lena Grönefeld         | -      | 2     | -     | 2    |
| 8  | Lilia Osterloh              | -      | 1     | -     | 1    |
|    | Li Na                       | 1      | -     | -     | 1    |
|    | Ágnes Szávay                | -      | 1     | -     | 1    |
|    | Zheng Jie                   | -      | 1     | -     | 1    |
|    | Eleni Daniilidu             | 1      | -     | -     | 1    |
|    | Anna Czakwetadze            | 1      | -     | -     | 1    |
|    | Līga Dekmeijere             | -      | 1     | -     | 1    |
|    | Alicja Rosolska             | -      | 1     | -     | 1    |
|    | Rennae Stubbs               | -      | 1     | -     | 1    |
|    | María José Martínez Sánchez | -      | 1     | -     | 1    |
|    | Jelena Wiesnina             | -      | 1     | -     | 1    |
|    | Vladimíra Uhlířová          | -      | 1     | -     | 1    |
|    | Anastasija Pawluczenkowa    | -      | 1     | -     | 1    |
|    | Gisela Dulko                | 1      | -     | -     | 1    |
|    | Wolha Hawarcowa             | 1      | -     | -     | 1    |
|    | Tetiana Perebyjnis          | 1      | -     | -     | 1    |
|    | Wiktoryja Azaranka          | -      | -     | 1     | 1    |
|    | Lourdes Domínguez Lino      | -      | 1     | -     | 1    |
|    | Arantxa Parra Santonja      | -      | 1     | -     | 1    |
|    | Michaëlla Krajicek          | -      | 1     | -     | 1    |
|    | Tamarine Tanasugarn         | 1      | -     | -     | 1    |
|    | Samantha Stosur             | -      | -     | 1     | 1    |
|    | Janette Husárová            | -      | 1     | -     | 1    |
|    | Aleksandra Wozniak          | 1      | -     | -     | 1    |
|    | Pauline Parmentier          | 1      | -     | -     | 1    |
|    | Barbora Záhlavová-Strýcová  | -      | 1     | -     | 1    |
|    | Lucie Šafářová              | 1      | -     | -     | 1    |
|    | Patty Schnyder              | 1      | -     | -     | 1    |
|    | Tatiana Puczek              | -      | 1     | -     | 1    |
|    | Patty Schnyder              | -      | 1     | -     | 1    |
|    | Ioana Olaru                 | -      | 1     | -     | 1    |
|    | Olha Sawczuk                | -      | 1     | -     | 1    |

### ogólna klasyfikacja państw
| Lp | Państwo           | Singel | Debel | Mikst | Suma |
| 1  | Stany Zjednoczone | 9      | 22    | -     | 31   |
| 2  | Rosja             | 17     | 9     | -     | 26   |
| 3  | Hiszpania         | 2      | 12    | -     | 14   |
| 4  | Zimbabwe          | -      | 10    | 1     | 11   |
| 5  | Czechy            | 1      | 8     | -     | 9    |
|    | Chińskie Tajpej   | -      | 9     | -     | 9    |
|    | Ukraina           | 1      | 8     | -     | 9    |
| 6  | Chiny             | 1      | 6     | 1     | 8    |
| 7  | Serbia            | 7      | -     | -     | 7    |
| 8  | Włochy            | 4      | 2     | -     | 6    |
| 9  | Polska            | 3      | 1     | -     | 4    |
|    | Dania             | 3      | 1     | -     | 4    |
|    | Rumunia           | 1      | 3     | -     | 4    |
|    | Słowenia          | -      | 4     | -     | 4    |
| 10 | Francja           | 2      | 1     | -     | 3    |
|    | Białoruś          | -      | 2     | 1     | 3    |
|    | Japonia           | -      | 3     | -     | 3    |
|    | Nowa Zelandia     | -      | 3     | -     | 3    |
| 11 | Belgia            | 2      | -     | -     | 2    |
|    | Australia         | -      | 1     | 1     | 2    |
|    | Szwajcaria        | 1      | 1     | -     | 2    |
|    | Niemcy            | -      | 2     | -     | 2    |
| 12 | Węgry             | -      | 1     | -     | 1    |
|    | Grecja            | 1      | -     | -     | 1    |
|    | Łotwa             | -      | 1     | -     | 1    |
|    | Argentyna         | 1      | -     | -     | 1    |
|    | Holandia          | -      | 1     | -     | 1    |
|    | Tajlandia         | 1      | -     | -     | 1    |
|    | Słowacja          | -      | 1     | -     | 1    |
|    | Kanada            | 1      | -     | -     | 1    |

## Obronione tytuły
- Dinara Safina – Gold Coast (debel)
- Cara Black – Antwerpia (debel), Dubaj (debel)
- Liezel Huber – Antwerpia (debel), Dubaj (debel)
- Arantxa Parra Santonja – Barcelona (debel)
- Venus Williams – Wimbledon (singiel)

## Liderki rankingów WTA w sezonie 2008

### Sony Ericsson WTA singlowy
| Lp | Tenisistka       | Data                | Ostatnio            |
| 1  | Justine Henin    | 31 grudnia 2007     | 18 maja 2008        |
| 2  | Marija Szarapowa | 19 maja 2008        | 8 czerwca 2008      |
| 3  | Ana Ivanović     | 9 czerwca 2008      | 10 sierpnia 2008    |
| 4  | Jelena Janković  | 11 sierpnia 2008    | 17 sierpnia 2008    |
| 5  | Ana Ivanović     | 18 sierpnia 2008    | 7 września 2008     |
| 6  | Serena Williams  | 8 września 2008     | 5 października 2008 |
| 7  | Jelena Janković  | 6 października 2008 | do końca sezonu     |

### Sony Ericsson WTA deblowy
| Lp | Tenisistka   | Data            | Ostatnio        |
| 1  | Cara Black   | 31 grudnia 2007 | do końca sezonu |
| 1  | Liezel Huber | 31 grudnia 2007 | do końca sezonu |

### Champions Race singlowy
| Lp | Tenisistka       | Data             | Ostatnio         |
| 1. | Li Na            | 7 stycznia 2008  | 13 stycznia 2008 |
| 2. | Justine Henin    | 14 stycznia 2008 | 27 stycznia 2008 |
| 3. | Marija Szarapowa | 28 stycznia 2008 | 7 czerwca 2008   |
| 4. | Ana Ivanović     | 8 czerwca 2008   | 7 września 2008  |
| 5. | Serena Williams  | 8 września 2008  | 21 września 2008 |
| 6. | Jelena Janković  | 22 września 2008 | do końca sezonu  |

### Champions Race deblowy
| Lp | Tenisistka                           | Data             | Ostatnio         |
| 1. | Dinara Safina Ágnes Szávay           | 7 stycznia 2008  | 13 stycznia 2008 |
| 2. | Yan Zi Zheng Jie                     | 14 stycznia 2008 | 27 stycznia 2008 |
| 3. | Alona Bondarenko Kateryna Bondarenko | 28 stycznia 2008 | 6 kwietnia 2008  |
| 4. | Cara Black Liezel Huber              | 7 kwietnia 2008  | do końca sezonu  |